# Alex of Venice
Alex of Venice é um filme de drama produzido nos Estados Unidos e lançado em 2014, sob a direção de Chris Messina.